# De bedste af de bedste
De bedste af de bedste er det første opsamlingsalbum fra den danske sangerinde Sanne Salomonsen. Det udkom den 31. januar 2000 på Virgin. Albummet indeholder genindspilninger af "Den jeg elsker" og "Misbrugt og forladt", samt et remix af "Kærligheden kalder". Sanne Salomonsen følte tiden var inde til at stoppe op, og se tilbage på hendes karriere, selvom hun tidligere havde forsvoret at hun aldrig ville udgive et opsamlingsalbum: "Men tingene ændrer sig, og pludselig følte jeg trang til at stoppe op og se tilbage på det hele. Og det har været lækkert at høre alle de gamle sange igen. Der knytter sig følelser og historier til hver eneste en."
I oktober 2000 udkom De bedste af de bedste vol. 2 med de mere rockede numre fra Sanne Salomonsens solokarriere.

## Spor
| #   | Titel                                            | Sangskriver(e)                                      | Oprindeligt album                                                           | Længde |
| --- | ------------------------------------------------ | --------------------------------------------------- | --------------------------------------------------------------------------- | ------ |
| 1.  | "Where Blue Begins"                              | Mike Vernon, Mo Witham, Dana Gillespie, David Malin | fra Where Blue Begins (1991)                                                | 4:17   |
| 2.  | "Kærligheden kalder"                             | Thomas Helmig, Stig Kreutzfeldt                     | fra Sanne (1989)                                                            | 4:25   |
| 3.  | "Den jeg elsker"                                 | Sanne Salomonsen, Anne Linnet                       | single (1988) af Søs Fenger, Thomas Helmig, Sanne Salomonsen og Anne Linnet | 4:20   |
| 4.  | "When You Walk in the Room"                      | Jackie DeShannon                                    | fra Where Blue Begins (1991)                                                | 3:29   |
| 5.  | "Misbrugt og forladt"                            | Linnet                                              | Berlin '84 (1984) (som Linnet-Salomonsen)                                   | 4:51   |
| 6.  | "Hvis du forstod"                                | Helmig, Kreutzfeldt                                 | fra Sanne (1989)                                                            | 4:11   |
| 7.  | "Det er ikke det du siger"                       | Jan Glæsel, Linnet                                  | Anne Linnet Band (1981) (som Anne Linnet Band)                              | 6:14   |
| 8.  | "Tænk på mig"                                    | Helmig, Jens Rugsted                                | fra Sanne (1989)                                                            | 4:25   |
| 9.  | "Haven't I Been Good to You"                     | Jim Vallance, Rick Springfield                      | fra Language of the Heart (1994)                                            | 4:25   |
| 10. | "Storm Warning"                                  | Terry Britten, Lea Maalfrid                         | fra Unplugged (1994)                                                        | 4:25   |
| 11. | "Jeg' i live"                                    | Helmig, Rugsted                                     | fra Sanne (1989)                                                            | 3:58   |
| 12. | "Love Don't Bother Me"                           | Stage Dolls                                         | fra Language of the Heart (1994)                                            | 5:13   |
| 13. | "Crazy Love"                                     | Van Morrison                                        | fra Where Blue Begins (1991)                                                | 4:35   |
| 14. | "Language of the Heart"                          | Ricky Byrd, Richard Supa                            | fra Language of the Heart (1994)                                            | 4:32   |
| 15. | "Den øde ø"                                      | Salomonsen, Michael Falch                           | fra Ingen engel (1987)                                                      | 3:55   |
| 16. | "Jeg ved det godt"                               | Jens Rugsted, Kim Gustavsson                        | fra Unplugged (1994)                                                        | 5:07   |
| 17. | "Kærligheden kalder" (Hartmann & Langhoff remix) | Helmig, Kreutzfeldt                                 | fra 1996 (1996)                                                             | 4:18   |

## Hitliste
| Hitliste (2000)        | Højeste placering |
| ---------------------- | ----------------- |
| Danmark (Album Top-40) | 2                 |